# Sébé-Brikolo
Sébé-Brikolo é um departamento da província de Haut-Ogooué, no Gabão.